# Милиновић капела у Суботици
Милиновић капела у Суботици је подигнута 1898. године на Православном гробљу у Дудовој шуми као породична гробница и представља непокретно културно добро као  споменик културе.

## Историјат породице Милиновић
Стефан Милиновић (1745—1811) је потомак сенћанског граничног „vexillarius”-а Неше, који је добио 1. марта 1751. године мађарско племство за себе, за жену Милинку Адамову и за децу Јована, Тодора, Ирену и Јелену. Стефан је добио своју компентенцију немешке земље од које је 1790. наследио половину. Поред земље, Стефан је поседовао и две куће на пијаци са дућанима, од којих је једну завештао православној црквеној општини за оснивање стипендија, основане тестаментом 1810. године. Ступиле су у живот 1819. године и биле су једне од најранијих стипендија у граду. Добијеним средствима школовала су се деца, али и помагале српске православне цркве и манастири, као и римокатоличку цркву.
Породични грб је бела застава на црвеном штиту, на врху штита кацига са круном, а на њој црни орао раширених крила.

## Архитектура
Капела Милиновић је грађена по пројекту непознатог пројектанта, са стилским карактеристикама еклектике. Лоцирана је на десној страни Православног гробља, у правцу исток-запад, у непосредној близини Остојић капеле.
Грађена је од чврстог материјала, квадратне основе, са централним двокрилним улазом који има облик грчког храма, а маркирају га два стуба која се завршавају једноставним капителима флоралне декорације. На капителе належе профилисани архитрав изнад којег је натпис - ПОРОДИЧНА ГРОБНИЦА СТЕВАНА МИЛИНОВИЋА. Изнад је троугаони тимпанон са декоративним зупчастим низом. Фасада је изведена у жутој, фасадној опеци, док су рубови маркирани каменим блоковима. У поткровном делу на све четири фасаде тече низ конзола, астрагала, зупчасти низ и низ меандара. На плитком кровишту, у централном делу уздиже се осмоугаони тамбур са завршним профилисаним венцем. Тамбур је озидан фасадном жутом опеком са наглашеним угаоним пиластрима. На тамбуру су четири прозора са недовршеним витражима. Тамбур носи куполу са осам режњева прекривених лимом. Са прочеоне стране, централно изнад улаза у тамбуру је постављен породични грб изведен у рељефу. Унутрашњост капеле је обрађена једноставно са марморизирајућим зидовима, а само су у пандатифима осликани ликови еванђелиста - Свети Матеја, Свети Лука, Свети Марко и Свети Јован Богослов.